# Velika nagrada Penya Rhina 1934
Velika nagrada Penya Rhina 1934 je bila neprvenstvena dirka za Veliko nagrado v sezoni 1934. Odvijala se je 17. junija 1934 na dirkališču Montjuïc. 

## Poročilo

### Pred dirko
Nemški moštvi Mercedes-Benz in Auto Union nista nastopila na dirki, za Scuderio Ferrari pa so dirkali Marcel Lehoux, Louis Chiron in Achille Varzi. Ameriški dirkač Peter de Paolo, ki je zmagal na dirki Indianapolis 500 1925, je podpisal za moštvo Ecurie Braillard za celotno sezono. Toda na prostem treningu se je huje poškodoval v nesreči, ko se je umikal skupini otrok na stezi. 

### Dirka
Na štartu je povedel Tazio Nuvolari, sledili so mu Chiron, Varzi, Lehoux in Benoit Falchetto. Nuvolari, ki je še vedno dirkal z nogo v mavcu in se je boril z velikimi bolečinami, je moral spustiti naprej vse dirkače Ferrarija, kasneje pa je odstopil zaradi okvare motorja. To ni bil dober dan za Maserati, sa je tudi Hugh Hamilton odstopil že v zgodnjem delu dirke. V desetnajstem krogu sta vodilna dirkača, Chiron in Varzi, zamenjala položaja. Dirkači Ferrarija so zadržali prva tri mesta do konca in dosegli trojno zmago, ob tem pa so vsi ostali dirkači zaostali za tri kroge in več.

### Po dirki
Peter de Paolo je v nesreči utrpel poškodbi lobanje in roke. Po enajstih dnevih v komi je okreval, toda njegove dirkaške kariere je bilo konec.

## Rezultati

### Dirka
| Poz | Št | Dirkač                      | Moštvo                | Dirkalnik        | Krogi | Čas/Odstop      | Št. m. |
| --- | -- | --------------------------- | --------------------- | ---------------- | ----- | --------------- | ------ |
| 1   | 16 | Achille Varzi               | Scuderia Ferrari      | Alfa Romeo P3    | 70    | 2:33:02,0       | 8      |
| 2   | 12 | Louis Chiron                | Scuderia Ferrari      | Alfa Romeo P3    | 70    | + 1:08,1        | 6      |
| 3   | 2  | Marcel Lehoux               | Scuderia Ferrari      | Alfa Romeo P3    | 70    | + 2:13,6        | 1      |
| 4   | 6  | Juan Zanelli                | Privatnik             | Alfa Romeo Monza | 67    | +3 krogi        | 3      |
| 5   | 10 | Joaquín Palacio             | Privatnik             | Maserati 8C      | 67    | +3 krogi        | 5      |
| 6   | 20 | Robert Brunet               | Privatnik             | Bugatti T51      | 66    | +4 krogi        | 10     |
| 7   | 26 | José María de Villapadierna | Privatnik             | Maserati 8CM     | 65    | +5 krog         | 13     |
| Ods | 8  | Tazio Nuvolari              | Privatnik             | Maserati 8CM     | 32    | Motor           | 4      |
| Ods | 28 | Louis Delmot                | Privatnik             | Bugatti T51      | 18    | Motor           | 14     |
| Ods | 4  | Hugh Hamilton               | Whitney Straight Ltd. | Maserati 8CM     | 11    | Črpalka za olje | 2      |
| Ods | 18 | Esteban Tort                | Privatnik             | Alfa Romeo Monza | 7     | Pnevmatika      | 9      |
| WD  | 22 | Benoit Falchetto            | Ecurie Braillard      | Maserati 8CM     |       | Umik            | (11)   |
| DNS | 14 | Peter de Paolo              | Ecurie Braillard      | Maserati 8CM     |       | Trčenje         | (7)    |
| DNS | 24 | Robert de Morawitz          | Privatnik             | Bugatti T51      |       |                 | (12)   |